# Liste der Biografien/Soc
Liste der Biografien |
Portal Biografien |
Personensuche
# |
A |
B |
C |
D |
E |
F |
G |
H |
I |
J |
K |
L |
M |
N |
O |
P |
Q |
R |
S |
T |
U |
V |
W |
X |
Y |
Z |
?
 
Sa |
Sb |
Sc |
Sd |
Se |
Sf |
Sg |
Sh |
Si |
Sj |
Sk |
Sl |
Sm |
Sn |
So |
Sp |
Sq |
Sr |
Ss |
St |
Su |
Sv |
Sw |
Sy |
Sz
 
Soa |
Sob |
Soc |
Sod |
Soe |
Sof |
Sog |
Soh |
Soi |
Soj |
Sok |
Sol |
Som |
Son |
Soo |
Sop |
Sor |
Sos |
Sot |
Sou |
Sov |
Sow |
Sox |
Soy |
Soz
Die Liste der Biografien führt alle Personen auf, die in der deutschsprachigen Wikipedia einen Artikel haben. Dieses ist eine Teilliste mit 80 Einträgen von Personen, deren Namen mit den Buchstaben „Soc“ beginnt.

## Soc

### Soca
- Soca, Carlos (* 1969), uruguayischer Fußballspieler
- Soca, Susana (1906–1959), uruguayische Lyrikerin und Herausgeberin des Literaturmagazins "La Licorne"
- Soca, Valentín (* 2002), uruguayischer Langstreckenläufer
- Socal, Alice (* 1986), italienische Comic-Künstlerin und Illustratorin
- Socalled (* 1976), kanadischer Musiker, Rapper, DJ und Produzent
- Socarides, Charles (1922–2005), US-amerikanischer Psychoanalytiker
- Socarrás, Alberto (1908–1987), amerikanischer Jazz- und Latin-Musiker
- Socarrás, José Francisco († 1995), kolumbianischer Dichterarzt
- Socarraz, César (1919–1984), peruanischer Fußballspieler
- Socas, María (1959–2024), argentinische Schauspielerin

### Socc
- Soccer Mommy (* 1997), US-amerikanische Singer-Songwriterin
- Soccio, Gino (* 1955), kanadischer Disco-Produzent und Autor
- Soccio, Kelsey (* 1998), deutsche Eishockeyspielerin
- Soccio, Len (* 1967), deutsch-kanadischer Eishockeyspieler und -trainer

### Soce
- Socé, Bruno (1946–2014), jugoslawischer bzw. kroatischer Basketballtrainer
- Socé, Ousmane (1911–1973), senegalesischer Politiker und Schriftsteller französischer Sprache

### Soch
- Socha, Aleksandra (* 1982), polnische Fechterin
- Socha, Alexandra (* 1990), amerikanische Schauspielerin und Musicaldarstellerin
- Socha, Berthold (1940–2021), deutscher Fotograf
- Socha, Hubert (1933–2021), deutscher Ordenspriester und römisch-katholischer Theologe
- Socha, Jacek (* 1954), polnischer Wirtschaftswissenschaftler und Politiker
- Socha, Lauren (* 1990), britische Schauspielerin
- Socha, Leopold (1909–1946), polnischer Abwasserinspektor, der Juden vor der deutschen Besatzung rettete
- Socha, Michael (* 1987), britischer SchauspielerMichael Socha (* 1987)

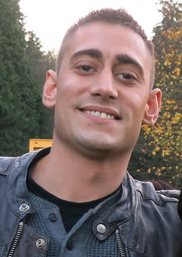
Michael Socha (* 1987)

- Socha, Paweł (* 1935), polnischer Priester, Weihbischof in Gorzów
- Socha, Piotr (* 1966), polnischer Illustrator
- Sochaczewski, Aleksander (1843–1923), polnischer Maler
- Sochaczewski, Bronislaus (1886–1940), deutscher römisch-katholischer Geistlicher und Märtyrer
- Sochaczewski, Joachim (1931–2007), deutscher Generalleutnant der Luftwaffe der Bundeswehr
- Sochan, Jeremy (* 2003), US-amerikanisch-polnischer Basketballspieler
- Sochan, Robin (* 1977), kanadischer Eishockeyspieler
- Sochatsky, Mark (* 1962), kanadischer Eishockeyspieler
- Sochatzy, Klaus (1929–1991), deutscher Soziologe
- Sochatzy, Martha (1860–1940), deutsche Zahnärztin
- Socher, Harald (* 1947), deutscher Fußballtorwart
- Socher, Karl (* 1928), österreichischer Ökonom
- Socher, Peter Forer, deutscher katholischer Theologe
- Socher, Richard (* 1983), deutscher Informatiker
- Sochijew, Artur Maratowitsch (* 2002), russischer Fußballspieler
- Sochijew, Tugan Taimurasowitsch (* 1977), russischer Dirigent (Nordossetien)Tugan Taimurasowitsch Sochijew (* 1977)

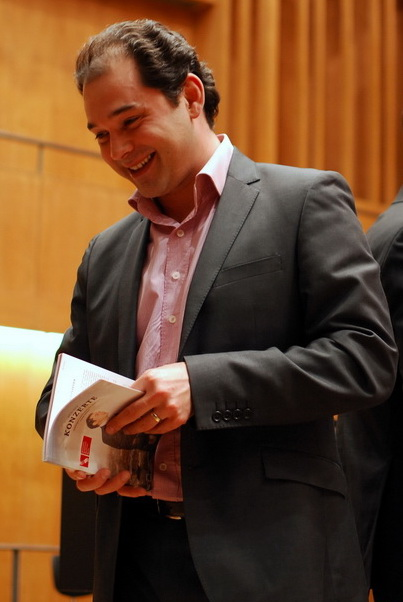
Tugan Taimurasowitsch Sochijew (* 1977)

- Sōchō (1448–1532), japanischer Schriftsteller
- Sochor, Eduard (1862–1947), tschechischer Architekt
- Sochor, Hilde (1924–2017), österreichische Schauspielerin
- Sochor, Miloslav (* 1952), tschechoslowakischer Skirennläufer
- Sochor, Patrícia da Silva (* 1994), brasilianische Fußballspielerin
- Sochor, Václav (1855–1935), böhmischer Historienmaler
- Sochowicz, Mateusz (* 1996), polnischer Rennrodler
- Söchtig, Erich (1905–1980), deutscher Gewerkschafter der IG Metall
- Söchtig, Werner (1845–1907), deutscher Architekt
- Söchting, Emil (1858–1937), deutscher Komponist und Klavierpädagoge
- Sochung Gedünbar (1062–1128), tibetischer Vertreter der Shiche-Schule

### Soci
- Social Siberia, schwedischer Rockmusiker
- Socias i Mercadé, Benvingut (1877–1951), katalanischer Organist, Pianist und Komponist
- Socías, Jorge (* 1951), chilenischer Fußballspieler
- Šocikas, Algirdas (1928–2012), sowjetischer Boxer
- Socin, Adolf (1859–1904), Schweizer Germanist
- Socin, Albert (1844–1899), Schweizer Orientalist
- Socin, August (1837–1899), Schweizer Chirurg
- Socin, Tullia (1907–1995), italienische Malerin (Südtirol)

### Sock
- Sock, Eric (* 1990), US-amerikanischer Tennisspieler
- Sock, Heinz (* 1922), deutscher Tischler, Betriebsdirektor und Politiker (LDPD), MdV
- Sock, Jack (* 1992), US-amerikanischer TennisspielerJack Sock (* 1992)

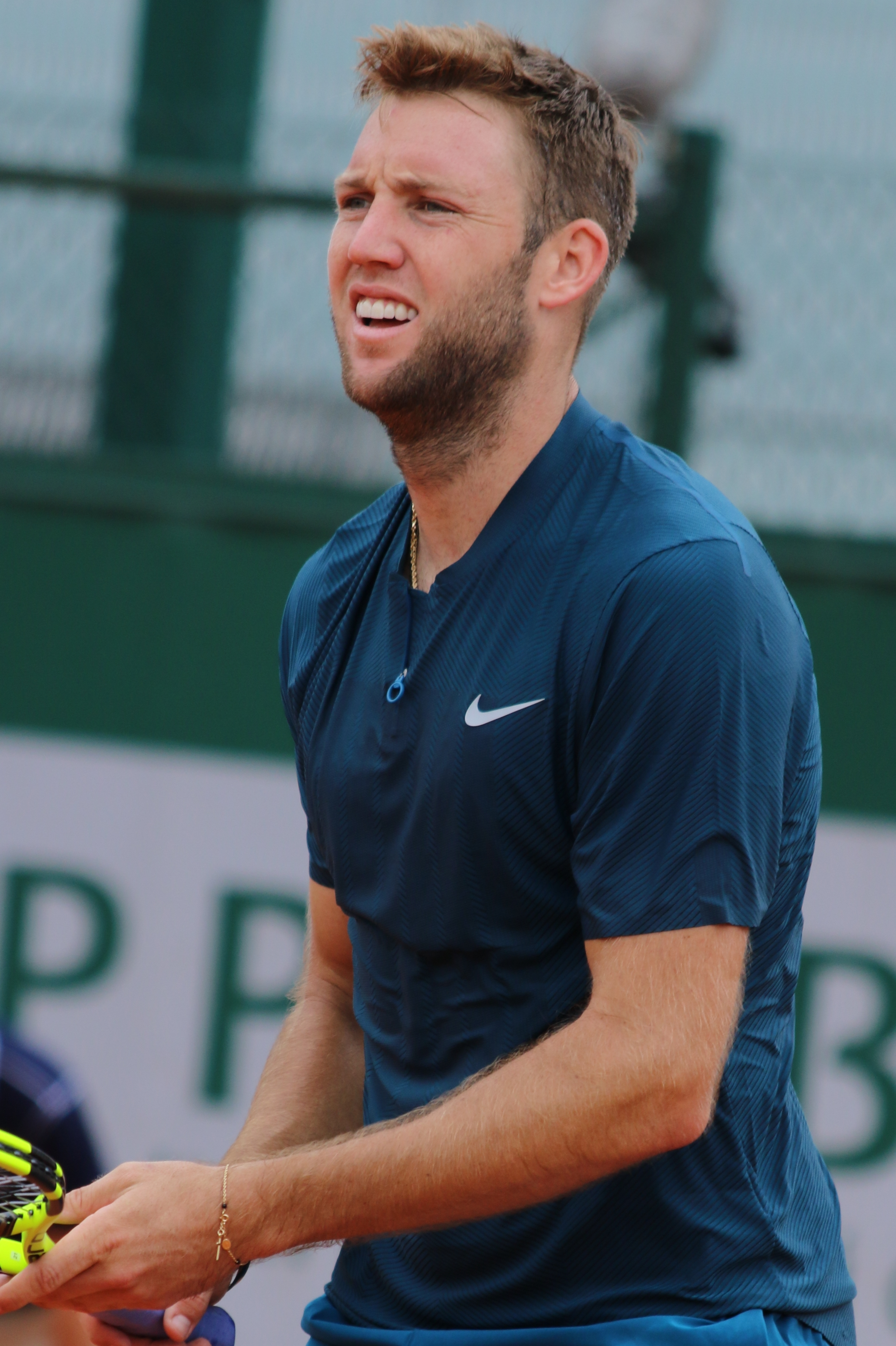
Jack Sock (* 1992)

- Sock, Raymond (* 1946), gambischer Jurist und Politiker
- Sock, Wilfried (* 1944), deutscher Eishockeyspieler
- Sockalexis, Andrew (1891–1919), US-amerikanischer Marathonläufer
- Sockel, Günter (1934–2014), deutscher Maler
- Sockl, Theodor (1815–1861), österreichischer Maler und Fotograf
- Söckler, Johann Michael (1744–1781), deutscher Kupferstecher
- Soćko, Bartosz (* 1978), polnischer Schachgroßmeister
- Soćko, Monika (* 1978), polnische Schachspielerin
- Sockoll, Horst (1925–2003), deutscher Fußballspieler

### Soco
- Socolovius, Stanislaus (1537–1593), polnischer Theologe und Kanoniker
- Socolow, Frank (1923–1981), US-amerikanischer Jazz-Tenor- und Altsaxophonist des Swing und Modern Jazz
- Socolow, Robert H. (* 1937), US-amerikanischer Physiker
- Socorro Rodríguez, Manuel del (1758–1819), kolumbianischer Journalist und Bibliothekar
- Socorro, Héctor (1912–1980), kubanischer Fußballspieler
- Socovka, Matej (* 2000), slowakischer Fußballspieler

### Socq
- Socquet, Emile-Joseph (1905–1987), französischer Ordensgeistlicher, römisch-katholischer Erzbischof von Ouagadougou

### Socr
- Sócrates (1954–2011), brasilianischer FußballspielerSócrates (1954–2011)

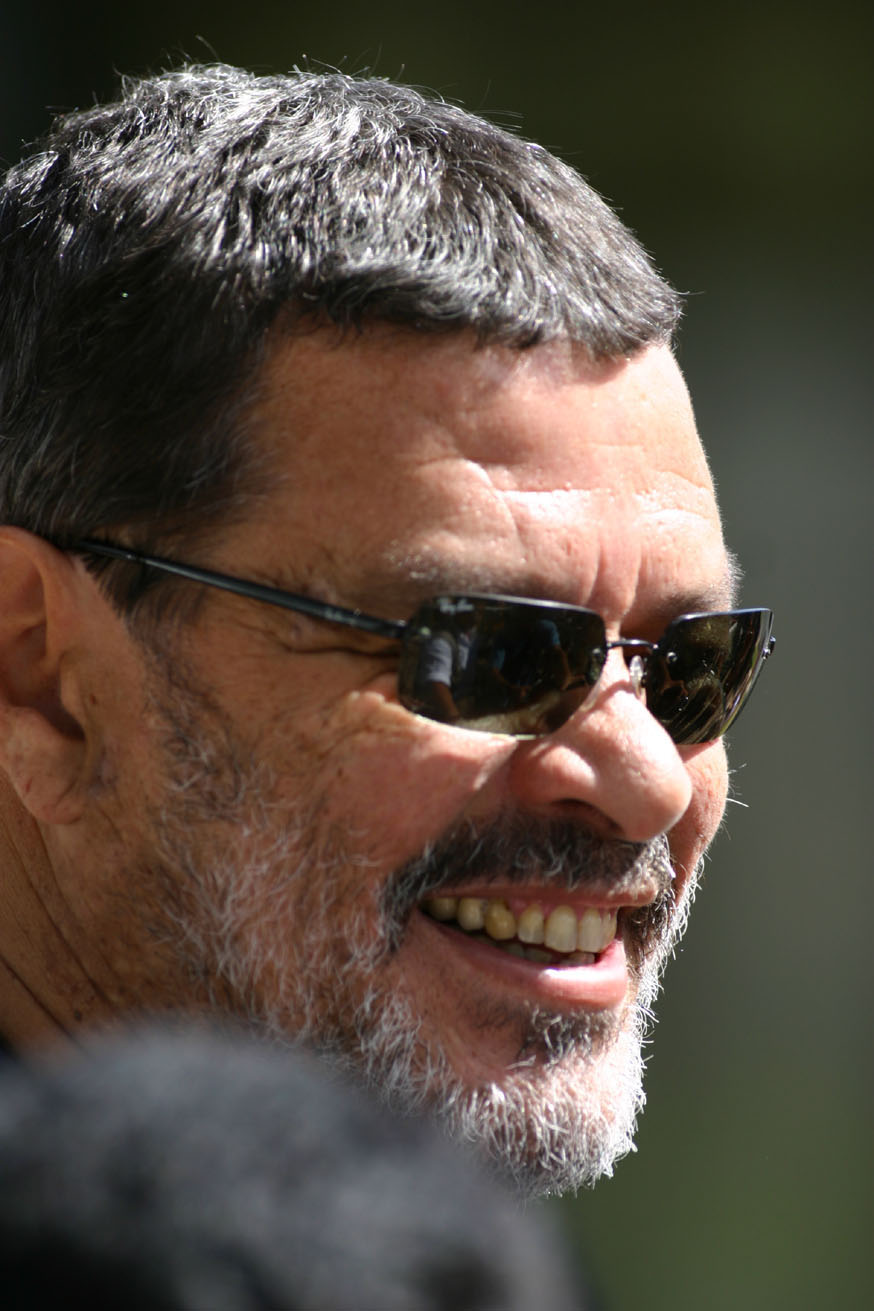
Sócrates (1954–2011)

- Sócrates, José (* 1957), portugiesischer Politiker und Ministerpräsident Portugals